# 寄生上流
（韓語：／）是一部2019年上映的韩国黑色喜剧惊悚电影，由奉俊昊执导，并与韩进元共同编剧。影片由宋康昊、李善均、曹汝貞、崔宇植、朴素淡、张慧珍、朴明勋、李姃垠等主演，讲述了一个贫穷家庭如何渗透进一个富裕家庭生活的故事。
该剧本基于奉俊昊在2013年创作的一部戏剧。随后，他将其改编成了一份15页的电影草稿，并由韩进元将其分成了三个不同的版本。奉俊昊表示，他的灵感来源于1960年的韩国电影《下女》以及20世纪30年代克里斯蒂娜和莱亚·帕潘事件。拍摄工作于2018年5月开始，并于同年9月结束。该项目包括了摄影师洪坰杓、电影剪辑师杨镇模和作曲家郑在日。
《寄生虫》于2019年5月21日在戛纳电影节首映，成为首部获得最高奖项金棕榈奖的韩国电影。该片由CJ娱乐于5月30日在韩国上映，并因奉俊昊的导演和剧本、剪辑、制作设计以及演员的表演而受到赞誉。该片以1140万美元的预算在全球范围内获得了2.58亿美元的票房收入。
在众多荣誉中，《寄生虫》在第92届奥斯卡金像奖上获得了最佳影片奖，成为首部获得该奖项的非英语电影。它还赢得了另外三项奥斯卡奖，包括最佳导演奖、最佳原创剧本奖和最佳国际故事片奖。这是首部获得奥斯卡奖认可的韩国电影，也是历史上仅有的三部同时获得金棕榈奖和奥斯卡最佳影片奖的电影之一，这是时隔60多年来的首次成就。该片还赢得了金球奖最佳外语片和英国电影学院奖最佳非英语影片，并成为首部获得美国演员工会奖最佳群戏的非英语电影。在2022年的《视与听》民意调查中，《寄生虫》被评为有史以来第90佳电影。
截至2025年2月，一部基于该电影的HBO限定电视剧正在早期开发中。

## 劇情
金氏一家四口居於在首爾公寓的破舊半地下室中，全家因長期失業無正職工作而生活困頓，只能靠摺披薩盒勉強餬口。某日，金家長子金基宇的好友敏赫要出國留學，因此拜託基宇暫時接手富裕朴家的家庭教師工作，於是基宇託胞妹金基婷偽造名校延世大學的學歷並取洋名「凱文」，順利成為朴家千金朴多惠的英文教師。朴夫人崔蓮喬其後更向其透露，朴家少爺朴多頌經常做出怪異行徑令其苦惱不已，基宇於是謊稱妹妹基婷為美國著名藝術學府伊利諾大學畢業生，取洋名「潔西卡」並以「堂親之學妹」的虛假身分介紹給朴家，成功獲聘為多頌的藝術治療師。接著基婷先是用計誣陷朴家的尹司機在朴家老爺朴東益的車上進行性交，以及利用管家菊雯光對桃子過敏的弱點讓蓮喬誤以為雯光患有肺結核，使兩人接連被辭退，再巧妙偽造身分推薦父親金基澤及母親忠淑替補職缺。自此，金氏一家四口靠著裙帶關係及陰謀詭計，全數成功進佔朴家四份穩定的高薪肥缺。
數日後，朴家為慶祝多頌生日闔府外出露營度假，並託新管家忠淑留守看管，金家四口當晚於是「暫駐」大宅並大肆享受一番。然而雯光在雨夜忽然到訪門前按鈴，表示因走得匆忙而忘了取回地下室遺留的重要東西。慌亂的忠淑將雯光放行入屋後，發現屋內竟有一個由前屋主南宮賢子建造、用以預防核戰的秘密地堡，而雯光更將避債的丈夫吳勤世長期私藏其中，原來雯光回到朴宅的原因是想接走丈夫。此時雯光亦識破金家四口真正身分，並錄下影片以之要脅。此時突然天降豪雨，朴家被逼取消露營度假提前折返，令金家計畫失控。金家四口為免計劃被揭穿，與勤世夫婦扭打成一團，之後將兩人囚禁在地下室；雯光一度幾乎成功突破，但最終被忠淑踢下樓梯撞傷頭部，終因腦震盪傷重不治身亡；而金家三人亦驚險地趕及於朴氏四口歸家前躲好。蓮喬歸家後對忠淑透露，多頌在兩年前半夜曾剛巧撞破勤世從地堡走出偷竊，更因誤認其為「怪物」而被嚇昏，並認為此事為其日後出現怪異行為的主因。終於金家其餘三人成功瞞過朴家，偷偷遁出豪宅並冒著暴雨歸家，卻赫然發現他們居住的半地下室已遭洪水淹沒，最終被逼棲身避難所。
次日，朴家打算為幼子舉辦臨時生日派對，以取代泡湯的露營計畫；身為朴家司機的基澤因此臨時加班接載蓮喬外出採購，而金家兩名子女亦以家庭教師身分受邀出席生日會。基宇本打算藉此把家裡的發財石送給勤世，但卻因喪妻發狂的勤世制伏，基宇掙脫後試圖阻止勤世逃出地堡，但最終於兩人扭打時基宇不敵勤世並被勤世以發財石擊至重傷。失去理智的勤世隨手拿起一把廚刀並即到庭園，刺中基婷心臟及再度把多頌嚇暈，並對派對來賓無差別砍殺。救女心切的忠淑立刻順手撿起烤肉鐵串與其纏鬥；同時驚魂未定的東益要送昏迷的多頌前往醫院，叫基澤拋車匙給他，基澤隨即拋出車匙，但落地後被受纏鬥中的忠淑和勤世壓著，纏鬥最後忠淑拿烤肉鐵串將勤世刺成重傷。東益撿車匙因為勤世身上長期久居地下室的臭味而掩鼻。基澤看到東益歧視該種「窮人異味」之行為，加上認為東益對其子女傷勢視而不見非常冷血，受刺激下突然失控將他刺殺。
一個月事後，基婷最終因為心臟中刀、失血過多而傷重不治；基宇和忠淑遭揭發偽造文件，但因阻止殺人狂有功而獲輕判緩刑；基澤因殺害東益而遭到全國通緝，但一直有如人間蒸發般未被發現，最後揭曉原來基澤殺死東益後暗中折返大宅，逃進了大宅地堡。東益死後朴家搬離大宅，大宅轉售給新屋主，基澤於新舊屋主交替空窗期間於庭院中密葬雯光。新屋主遷入後，基澤持續藉著電燈打摩斯密碼來傳遞訊息，他知道基宇幼時參加過童軍懂得解讀，而基宇也確實收到了父親訊息。最後，基宇立下了計畫未來必須賺大錢以買下大宅並救出父親。

## 演員

### 基澤家
| 演員   | 角色   | 介紹                                                                                                   |
| ------ | ------ | --- |
| 宋康昊 | 金基澤 | 金家之父，生性看似樂天，實則對窮人身分自卑。曾開店賣台灣古早味蛋糕，但生意失敗，受僱擔任朴東益的司機。 |
| 張慧珍 | 忠淑   | 金家之母，年輕時曾是職業鏈球選手但發展不順，與丈夫以摺紙盒維持家計。                                   |
| 崔宇植 | 金基宇 | 金家長子，第四年重考生，對富人生活充滿憧憬，受託成為朴多蕙的英文家庭教師。                             |
| 朴素淡 | 金基婷 | 金家幼女，有藝術才華，擅長偽造文書及陰謀詭計，話術一流，後來成為多頌的美術老師。                       |

### 朴社長家
| 演員   | 角色   | 介紹                                                         |
| ------ | ------ | ------------------------------------------------------------ |
| 李善均 | 朴東益 | 朴家之父，IT企業社長，感官敏銳，對窮人身上的霉味尤其敏感。   |
| 曹汝貞 | 崔蓮喬 | 朴家之母，富太太，個性善良單純，容易被人操控。               |
| 鄭知蘇 | 朴多蕙 | 朴家長女，處於叛逆期的高二少女，基宇的家教學生兼女友，。     |
| 鄭賢俊 | 朴多頌 | 朴家幼子，好動且有藝術天分的男孩，曾被吳勤世嚇暈而行為怪異。 |

### 其他人物
| 演員                | 角色   | 介紹 |
| ------------------- | ------ | --- |
| 李姃垠              | 菊雯光 | 朴家精明能幹的全能管家兼保母，前屋主南宮賢子遷出後獲沿用，因此比朴家人更了解他們的房子。對水蜜桃過敏。                                         |
| 朴明勳              | 吳勤世 | 雯光丈夫，因經營臺灣古早味蛋糕店生意失敗後，為避債潛居朴家地下密室，日常中總是用摩斯密碼控制電燈閃滅感念朴家，不過朴家總誤以為是電路技術故障。 |
| 朴根祿              | 尹司機 | 朴家年輕司機，對基婷有好感。 |
| 朴敘俊 （特別客串） | 敏赫   | 基宇的朋友，因出國留學而委託基宇接替多蕙的家教工作。                                                                                           |
| 李智慧              |        | 朴多頌生日派對獻唱的女性聲樂家。 |
| 鄭伊瑞              |        | 披薩店老闆。 |

## 制作

### 开发
《寄生虫》的构思始于2013年。在制作《雪国列车》期间，奉俊昊受到一位戏剧演员朋友的鼓励，决定创作一部戏剧。他在20多岁时曾为首尔一个富裕家庭的儿子担任家教，因此考虑将自己的这段经历改编成舞电影剧本。电影标题《寄生虫》由奉俊昊选定，因为它具有双重含义，而他不得不说服电影的市场营销团队使用这个标题。他说：“因为故事讲述的是贫穷家庭渗透并潜入富裕家庭的生活，所以“寄生虫”似乎很明显指的是贫穷家庭一方，我认为这也是市场营销团队有些犹豫的原因。但如果从另一个角度来看，你也可以说富裕家庭在劳动等方面同样也是寄生虫。因为他们不自己洗碗，甚至不自己开车，所以他们需要依赖贫穷家庭的人群提供的劳动。因此，双方其实都是寄生虫。”

### 编剧
在完成《雪国列车》后，2015年4月他向制作公司巴倫聖E&A的代表郭信爱提及了这个想法，并提交了一份名为《转印画》的15页A4纸长度的剧本大纲。这份大纲由他在《雪国列车》中的制作助理韩进元转化为三个不同的剧本草稿。在完成电影《玉子》后，奉俊昊从2017年9月中旬开始将脑海中酝酿已久的想法写成剧本。他在一个月前完成了故事结构，并在三个多月的创作后，于年底将剧本交给了郭信爱代表。韩进元作为联合编剧加入了创作团队。奉俊昊表示，《寄生虫》通过垂直结构描绘了阶级冲突，他说：“《寄生虫》的大部分事件都发生在房子里，而这所房子是垂直设计的。每个空间都由楼梯连接。我们称之为‘楼梯电影’。我们还玩过挑选各自最喜欢的楼梯场景的游戏。”他还提到，自己从金绮泳导演那里获得了最大的灵感，他说：“我从金绮泳导演的《女佣》以及《虫女》中借鉴了楼梯的意象。我们试图吸收金绮泳导演作品中楼梯的能量。”
奉俊昊表示，这部电影受到了1960年韩国“家庭哥特式”电影《下女》的影响，该片中一个中产阶级家庭的稳定被以家庭帮工形式出现的破坏性闯入者所威胁。奉俊昊进一步提到，黑泽明1963年执导的电影《天国与地狱》中富裕主人公房屋的设计，对《寄生虫》的视觉影响很大，而克里斯蒂娜和莱亚·帕潘事件——20世纪30年代法国两名住家女仆谋杀雇主的事件——也对故事产生了影响。奉俊昊本人也曾为一个富裕家庭担任家教。他说：“我有一种感觉，我正在渗透进完全陌生人的私生活中。每周我都会进入他们的房子，我想如果我能让我的朋友们一个个渗透进这个房子，那该有多有趣。”此外，片中女管家雯光对桃子的过敏反应灵感来自于奉俊昊的一位大学朋友也有这种过敏症。
旅居韩国的美国人达西·帕奎特与奉俊昊合作，翻译了本片的英文字幕。帕奎特将电影中角色烹制的菜肴炸酱乌冬面翻译为ram-don，即拉面-乌冬面。这是由韩国食品公司农心所生产的炸酱面和乌冬面的混合物。电影的英文版本展示了标有英文“ramyeon”和“udon”的包装，以向英语观众强调这个名称是如何创造的。帕奎特认为ram-don这个词之前并不存在，因为他在谷歌上搜索不到任何结果。帕奎特将首尔国立大学译为牛津大学，另将通讯应用程序KakaoTalk译为WhatsApp。之所以选择牛津而不是哈佛，是因为奉俊昊对英国有偏好，而且帕奎特认为使用哈佛会“太明显”。帕奎特写道：“为了让幽默起效，需要使用人们能立即理解其中含义的词汇。如果使用不熟悉的词汇，就幽默不起来了。”

#### 选角
2018年1月，尽管尚未正式宣布，奉俊昊在获得制作公司巴倫聖E&A的同意后，确认了他的御用演员宋康昊以及李善均、曹汝贞和朴素淡的加盟。几天后，导演聘请了曾在《玉子》中出演过的年轻演员崔宇植。

### 拍摄

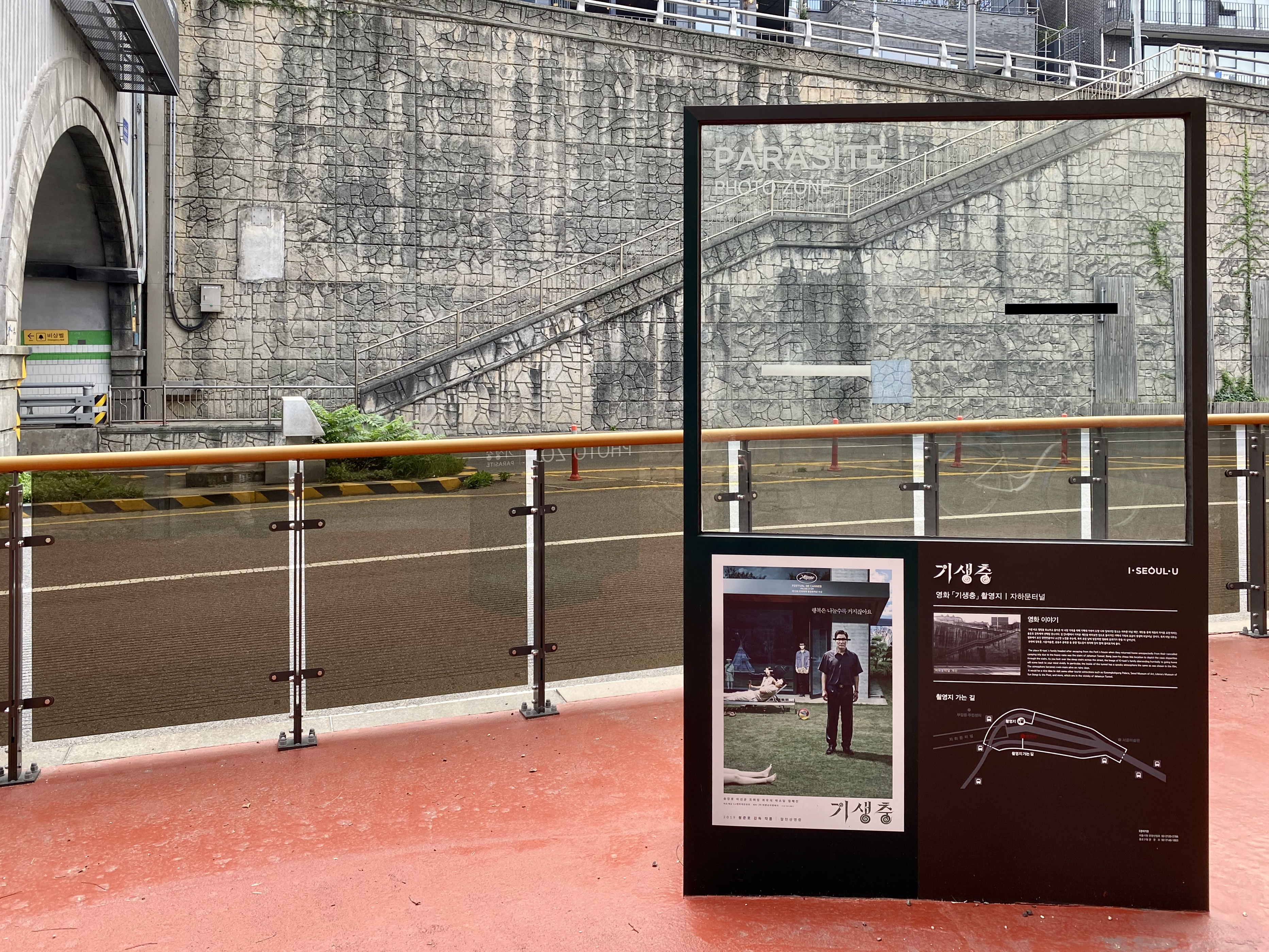
《寄生虫》的拍摄地点位于首尔的紫霞门隧道。

《寄生虫》的主要摄影工作于2018年5月18日开始，主体拍摄共77天，于同年9月19日结束。电影在首尔和全州周边地区拍摄。美术指导李河俊回忆起自己大学时住过的半地下室，并以此为灵感进行设计，实际制作成半地下室大小，连小道具、墙上的污渍以及半地下室的气味都真实还原。作为主要背景的大宅参考了国内外著名建筑师的作品，并在全州和安城搭建。特别是对社会两极分化进行视觉化呈现的大宅和半地下室布景，获得了高度赞扬。戛纳电影节竞赛单元评审团主席阿利安卓·崗札雷·伊納利圖在闭幕晚宴上对奉俊昊说“外景地太棒了”，当得知是布景时，他感到非常惊讶。摄影导演是曾与多位知名导演合作过《雪国列车》的韩国著名摄影师洪坰杓。他使用阿莱Alexa 65搭配安琴变焦镜头完成了这部电影的拍摄。

### 布景

#### 朴家的别墅
富豪朴家的房子是一个特别搭建的布景。一楼和花园是在一个空置的户外场地上建造的，而地下室和二楼则是在布景上搭建的。剪辑师杨镇模解释说：“我们在外景地建造了房子的一楼，而二楼的外部全是绿幕。当我们从内部向外拍摄时，花园之外的一切都是视觉效果。”
作为剧本创作的一部分，奉俊昊设计了房子的基本布局。“它就像电影中的一个小宇宙。每个角色和每个团队都有他们占据的空间，他们可以渗透的空间，以及他们不知道的秘密空间。”片中虚构了一位建筑师南宫贤子为房子的设计师和前任主人，制作设计师李河俊根据南宫贤子的设计风格考虑了房子的形式和功能。房子的设计和建造不仅是为了美观，而且是“一个舞台，满足他的摄像机、构图和角色的精确需求，同时体现了他电影丰富的主题”。
李河俊说：“由于朴先生的房子在故事中是由一位建筑师设计的，因此找到合适的方法来设计这所房子并不容易……我不是建筑师，我认为建筑师和美术指导在空间设计上的思路是不同的。我们优先考虑布景和摄像机角度，而建筑师则是为人们的生活空间进行设计，因此他们会根据人的需求来设计。我认为这两种方法有很大的不同。”李河俊意识到南宫贤子会利用一楼的客厅来欣赏花园。因此，客厅设计了一个大窗户，并仅配备了简单的座椅，以便更好地欣赏风景。房子布景中的一些室内艺术品是由韩国艺术家朴胜模创作的，有些作品是现成的，而另一些则是为电影专门创作的。房子的设计和室内布局旨在使场景适合2.35:1的拍摄格式，优先考虑宽敞而深邃的房间，而不是高挑的空间。
李河俊表示，太阳是建造户外布景时的一个重要因素。他说：“太阳的方向是我们寻找户外场地时的一个关键考虑点。我们必须记住在我们期望的时间段内太阳的位置，并相应地确定窗户的位置和大小。在实际照明方面，摄影指导洪坰杓对颜色有特定的要求。他想要复杂的间接照明和钨丝灯光源的温暖。在建造布景之前，摄影指导和我多次前往现场，查看了太阳的移动轨迹，并共同确定了布景的位置。”

#### 金家的公寓

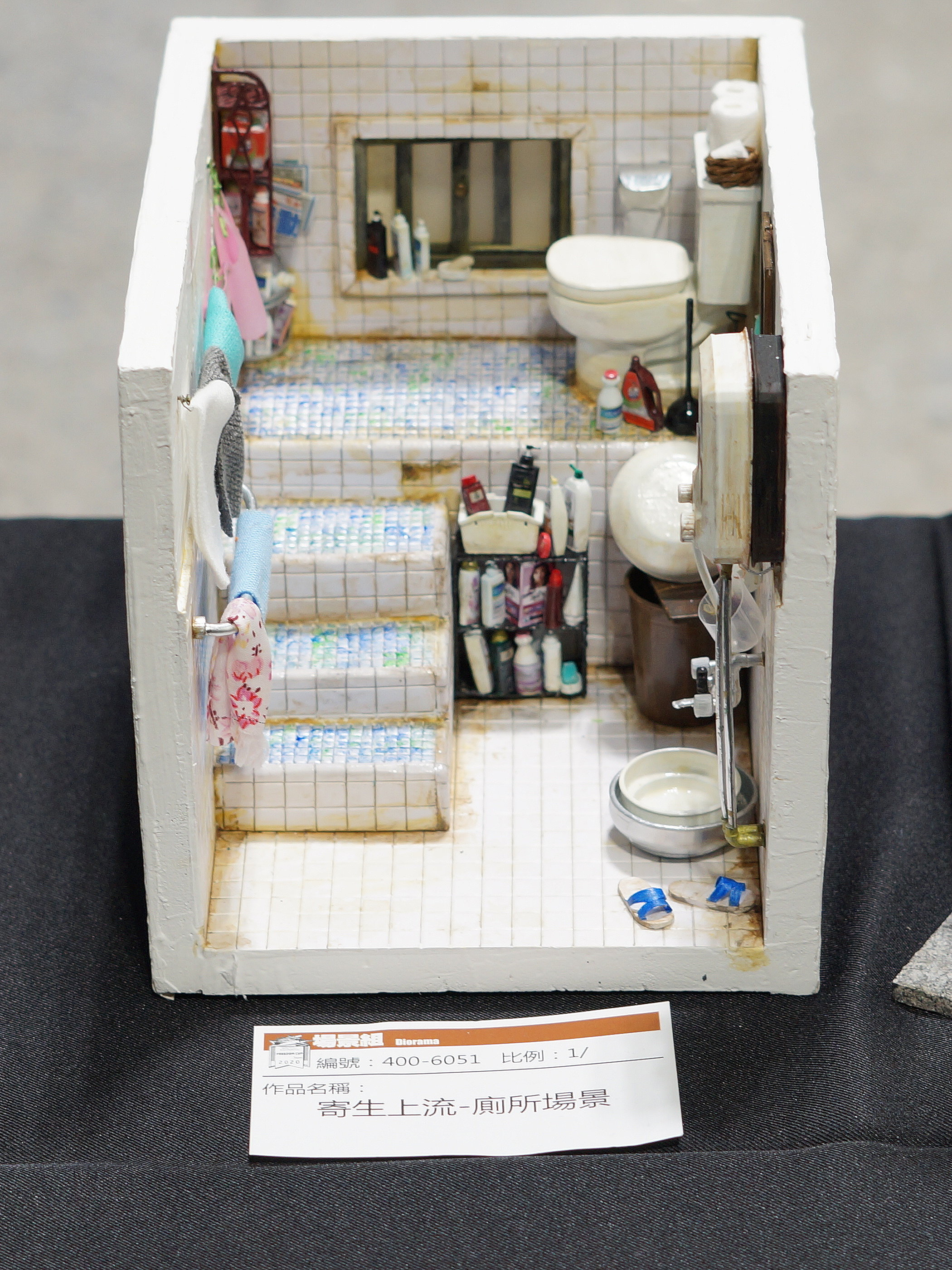
金家公寓浴室的模型。

金家的半地下公寓和其街道景观也是在片场搭建的，部分原因是为了拍摄洪水场景的需要。李河俊曾访问并拍摄了韩国几个即将拆迁的废弃村庄和城镇，以帮助指导布景设计。他还为金家的邻居们创作了背景故事，并在街道上添加了这些居民的细节，以提高街道外观的真实性。

### 剪辑
据剪辑师杨镇模所述，奉俊昊选择以非传统的覆盖方式拍摄这部电影。为了在有限的镜头中提供更多的剪辑选择，他们有时会将同一镜头的不同拍摄片段拼接在一起。杨镇模使用自2011年以来未更新的Final Cut Pro 7程序来剪辑这部电影。
这部电影原本是为彩色放映而制作的。在戛纳世界首映之前，制作了一个黑白版本，该版本于2020年1月26日在鹿特丹国际电影节上首次亮相，并在1月29日至31日重新放映。这一版本也在一些国家进行了限量放映。

## 音樂
影片的配乐由韩国作曲家郑在日创作，由“简约的钢琴曲，点缀着轻快的打击乐”组成，营造了影片的“紧张氛围”。本片音乐还具有巴洛克风格，引用了亨德尔的歌剧《罗德琳达》和1964年吉安尼·莫兰迪的意大利歌曲《In ginocchio da te》的片段。配乐主要通过电脑声音录制。
本片原声带于2019年5月30日由Genie Music和Stone Music Entertainment在韩国以数字和实体格式出版发行。在国际上，它于2019年10月11日由米兰唱片发行。原声带以英文标题发行，但名称和名词与帕奎特翻译的英文字幕不同。2020年2月14日，由Sacred Bones Records（美国电影制作公司Neon的子公司）和Waxwork Records以多种颜色版本发行了双碟装黑胶唱片。

原创歌曲《一杯烧酒》（소주 한 잔）由奉俊昊作词，在片中饰演金基宇的崔宇植演唱，在电影的片尾字幕升起时开始播放。为了推广原声带的国际数字版本，这首歌的英文名称显示为“Soju One Glass”（原文如此）；而后被改为语法较为正确的英文标题，并入围第92届奥斯卡金像奖最佳原创歌曲。
| 曲序 | 曲目               |        | 作曲   | 演唱   |
| ---- | ------------------ | ------ | ------ | ------ |
| 1.   | 一杯烧酒（主题曲） | 奉俊昊 | 郑在日 | 崔宇植 |

## 主题与诠释
《寄生虫》的主题主要是阶级矛盾、社会不平等和贫富差距等。影评人以及奉俊昊本人均认为这部电影反映了晚期资本主义，有人将其与“地狱朝鲜”这个讽刺短语联系起来，暗示生活在地狱就如同生活在现代韩国。这个术语的出现是由于青年失业率高、追求高等教育的强烈需求、住房负担能力危机以及贫富之间的社会经济差距日益扩大。在《冠状病毒资本主义走向电影院》中，努尔曼写道，“寄生虫”一词最初指的是“在他人餐桌上吃饭的人”，这在电影的一个场景中出现。努尔曼还指出了“寄生虫”与卡尔·马克思名言之间的联系：
资本家……只是资本的拟人化。他的灵魂就是资本的灵魂。但资本只有一个唯一的驱动力，那就是自我增值的驱动力，创造剩余价值，使其不变的部分，即生产资料，吸收尽可能多的剩余劳动。资本是死劳动，它像吸血鬼一样，只有通过吸取活劳动才能生存，而且吸取的劳动越多，它的生存就越旺盛。
这部电影还分析了无论是富裕家庭还是贫穷家庭，利用关系和资格来取得进步的现象。有人认为，其中关于阶级的讨论与皮埃尔·布迪厄的“惯习”概念有关。
奉俊昊曾将《寄生虫》称为一部楼上/楼下或“楼梯电影”，其中楼梯被用作一个主题，代表了金家和朴家住宅中家庭成员的位置，以及地下室掩体。尽管存在霉菌和增加疾病风险等问题，金家的半地下室公寓因其较低的租金而成为首尔较贫穷居民的典型选择。电影中描绘的季风洪水通常会对这种类型的住宅造成最大的损害。根据努尔曼的说法，电影以空间术语呈现了阶级，这些术语与等级制度相关。
根据奉俊昊的说法，结局暗示基宇将无法赚取购买房子所需的资金，因为最后的镜头显示他仍然在地下室公寓，并让人回想起第一个场景；他将这个镜头描述为“确认击杀”（확인사살），指的是确保死亡的致命一击。片尾曲提到基宇为了赚钱买房子而工作。崔宇植估计，基宇需要大约564年才能赚到足够的钱来购买房子。尽管如此，他仍然乐观：“我相当确定基宇是那些聪明的孩子之一。他会想出一些主意，然后进入德国家庭的房子，我认为他会救出他的父亲。”但在许多解读中，这个梦想遵循了一种自力更生的心态，不太可能实现；此外，“它并没有解决眼前的根本问题。即使在这个幻想情景中，基泽仍然会被一个寻求起诉和监禁他的法律体系困在房子里。创造并维持金家分离的力量不会被消除，只是被适应了。”
评论家们也提到了本片中所呈现的殖民主义和帝国主义主题。根据朴柱贤的说法，电影在“由殖民占领在韩国建立并维持的资本主义经济秩序”中展开，在电影中使用英语则表明了韩国在这一体系中的声望。影片中人物朴多颂对“印第安人”的着迷，并拥有美洲原住民主题的玩具和仿制品。努尔曼将“本地土著”朴家与入侵者金家联系起来：金家人带来了致命的寄生虫，而本地人对这些寄生虫没有免疫力。努尔曼指出，气味传播疾病的瘴气理论认为，本土人仅仅通过闻到殖民者西班牙人携带的有毒空气就可能感染疾病。这与电影中围绕气味的阶级区分的主题相关。奉俊昊曾表示：“我不会说这是对美国发生的事情的评论，但在某种意义上，这个贫穷家庭开始渗透到房子中，但他们发现已经有一个家庭住在那里，所以你可以说这是一个玩笑。但与此同时，美洲原住民有着非常复杂和悠久的历史，但在这个家庭中，这个故事被简化为一个小男孩的爱好和装饰。男孩的母亲提到帐篷是美国进口商品，我认为这就像人们穿的切·格瓦拉T恤。他们不知道这位革命人物的生活，他们只是认为这是一件很酷的T恤。这就是我们当前时代发生的事情：这些实际事物背后的背景和意义只存在于表面层面。”
一些评论家指出电影中工人阶级团结的重要性。金家的问题在于缺乏与其他贫穷家庭如根世和雯光之间的阶级团结。在电影的高潮部分，基泽在朴先生对根世的气味感到厌恶时意识到了自己的阶级身份。其他人则认为《寄生虫》揭示了在一个冷漠的世界中，贫穷无力的受害者的不幸，他们通过大规模屠杀的喜剧效果转变为解放。

## 發行

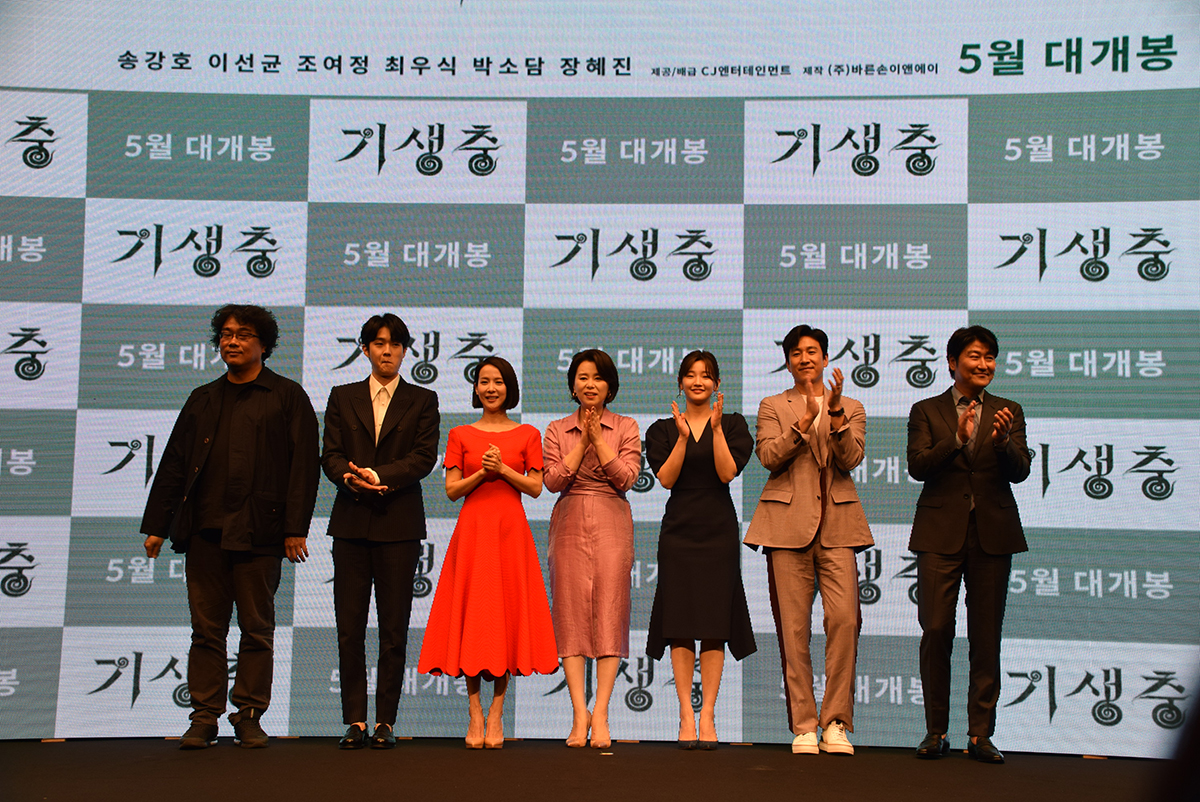
記者會上的導演和演員

Neon在2018年美国电影市场获得了该电影在美国和加拿大的发行权。美国影评人和作家达西·帕奎特为电影的国际发行提供了英文翻译。电影的权利还预先出售给了德语区（Koch Films）、法语区（The Jokers）和日本（Bitters End）。该片于2019年5月21日在戛纳电影节上进行了全球首映，同年5月30日在韩国上映。
该片于2019年6月27日由Madman Films在澳大利亚和新西兰上映（成为该地区有史以来票房最高的韩国电影，也是该发行商在澳大利亚有史以来票房最高的非英语电影）。2019年9月，它在加拿大多伦多的多伦多国际电影节上放映，并于2019年10月11日在美国和加拿大广泛上映。2019年10月11日，该片由Brandchina在南非上映。该中国大陆方面，已由中國大陸發行商買入。该片原定于2019年7月28日在西寧FIRST青年電影展作为闭幕片展映，但7月27日下午，影展官方宣布因技术原因取消放映，而当时仍旧是限韩令生效时期。
该片由Curzon Artificial Eye在戛纳获得了英国和爱尔兰地区的发行许可，并在全英国各地的影院进行了预览放映，2020年2月3日通过卫星直播了导演奉俊昊的采访，随后于2月7日正式在影院上映。
本片在奥斯卡颁奖典礼上获得认可后，Neon自2020年2月14日起将放映该电影的北美影院数量从1,060家扩大到2,001家，尽管此时该片已在这一地区上架了家庭视频版本。2020年2月21日当周，IMAX特别重制版在北美影院限时上映。同一重制版将于2025年2月7日在IMAX影院重新上映，以庆祝电影上映五周年。

### 家庭媒体
截至2019年12月，这部电影在家庭娱乐、电视播放以及国际销售中净赚了9000万美元。2020年1月28日，Neon发行了《寄生虫》的蓝光和DVD版本，6月2日由环球影业家庭娱乐发行了超高清蓝光版本。2020年2月13日，标准收藏宣布该片将以家庭媒体形式发行。2020年7月15日，标准收藏宣布该片将于2020年10月27日发行，并推出期待已久的黑白版本。
2020年2月24日，订阅式流媒体服务Hulu宣布已获得自2020年4月8日起在美国播放该电影的独家权利。Amazon Prime Video则于2020年3月28日在美国以外的地区上线该电影。在英国，本片是2020年家庭影院中销量最好的外语电影。

### 黑白版
电影《寄生虫》的黑白特别版——《寄生虫：黑白版》于2020年1月在鹿特丹国际电影节上全球首映，并于同月在美国部分城市的影院上映。
这一版本于2020年7月24日由Curzon Artificial Eye在英国和爱尔兰同步上映，并同时提供点播服务。随后，2020年10月27日，The Criterion Collection在美国和加拿大发行了该片的DVD和蓝光光盘，作为其特别版重新发行的一部分。影片的黑白版本转制由导演奉俊昊和摄影师洪坰杓共同监制完成。

## 评价

### 票房
《寄生虫》在韩国票房收入为7140万美元，在美国和加拿大为5370万美元，在其他国家为5340万美元，全球总票房达到2.581亿美元。该片为导演奉俊昊创下了新纪录，成为他首部全球票房突破1亿美元的电影。据Deadline Hollywood计算，该片的净利润为4620万美元。
在韩国，《寄生虫》上映首周末票房收入达2070万美元。该片最终以7220万美元的票房成绩收官，观影人次超过1000万，相当于韩国总人口的五分之一，并位列年度票房榜前五名。
在美国上映的首个周末，本片从三个影院中获得了376,264美元的票房收入，单影院平均票房为125,421美元，创下了自2016年《爱乐之城》以来的最佳成绩，同时也是国际电影有史以来的最高纪录。上映第二个周末，该片在33家影院上映，票房收入达到124万美元。在第三周末，该片的上映影院达到了129家影院，票房收入为180万美元。该片上映第第四周和第五周的票房收入分别为250万美元和260万美元。第六周，放映影院数量达到顶峰，共620家影院上映，票房收入为190万美元。在接下来的几周内，该片票房表现依然强劲，分别又获得了130万美元和100万美元的票房收入。在《寄生虫》上映的第十周，该片票房突破了2000万美元大关（这对一部国际电影来说非常罕见），从306家影院获得了632,500美元的票房收入。在奥斯卡颁奖典礼的那个周末，该片从1,060家影院获得了150万美元的票房收入，累计总票房达到3550万美元。在Neon公司于奥斯卡颁奖后一周内将放映影院数量翻倍后，该片在美国和加拿大的票房收入达到550万美元，这是自2009年《贫民窟的百万富翁》以来最佳影片奖带来的最大票房增长之一，也是十年来最大的一次。
2月5日，《寄生虫》成为近15年来首部在日本观影人次突破100万的韩国电影。在英国，该片打破了非英语电影的首周末票房纪录，首周末在135块银幕上（包括预映）获得了140万英镑（180万美元）的票房收入。在澳大利亚，该片票房收入超过190万美元。在奥斯卡获奖后的周末，该片从43个国家获得了1280万美元的票房收入，使其国际总票房达到1.61亿美元，全球累计票房突破2亿美元大关。
在奥斯卡获奖后，《寄生虫》获得了大规模的重新放映，并因此产生了可观的额外收入。美联社报道称，这是自2001年《角斗士》获得最佳影片奖以来最大的“奥斯卡效应”。《寄生虫》的票房收入较前一周增长了230%以上，单日票房收入达到215万美元。该片还在日本票房榜上排名第一，成为15年来首部取得这一成绩的韩国电影。澳大利亚电影发行商协会宣布，仅一个周末就售出了价值74.9万美元的电影票，该片在澳大利亚影院首映六个多月后重新进入当地票房前十名。《寄生虫》还吸引了超过8万名观众，重新跃居韩国票房榜第四位。
《寄生虫》于2019年6月5日在法国上映，比其在戛纳电影节上获得金棕榈奖晚了11天。该片由两家专注于艺术与实验电影发行的公司Les Bookmakers和The Jokers联合发行，在179家影院上映，且仅提供原声字幕版本。在上映的第一周内，《寄生虫》吸引了376,842名观众，平均每场观众人数为2,000人。这一巨大的成功使电影得以扩大发行范围，而观众的好评也帮助其在影院保持了非常出色的表现：影片在上映十天内突破了50万观影人次，并在第三周超过了《雪国列车》的678,049观影人次，成为法国有史以来最成功的韩国电影。在六月底的电影节期间，《寄生虫》在上映一个月后突破了百万观影人次。《寄生虫》在整个夏季持续在影院上映，发行方还制作了法语配音版本，并于7月31日开始在影院上映。影片在上映第11周突破了150万观影人次，最终在2019年11月12日结束23周的上映后，累计观影人次达到1,700,046。
台灣方面，首週三天票房為新台幣995萬元；次週週末票房和首週末相比，增长了37%，次週票房累計至新台幣3492萬元；第三週票房累計至新台幣6845萬元；第四週票房累計至新台幣9610萬元；7月23日，上映二十六天全台票房破億；最終全台票房為新台幣1.46億元。2020年1月10日，本片於台灣重新上映。

### 主流评论
在评论聚合网站烂番茄上，《寄生虫》基于487条评论获得了99%的好评率，平均评分为9.4/10。网站的评论共识写道：“《寄生虫》以紧迫且层次丰富的视角审视了当下的社会主题，展现了编剧兼导演奉俊昊对其技艺的近乎完全的掌控。”在Metacritic上，56条影评人的评论被认定为正面，为影片打出了加权平均分97分（满分100分）。在同一网站上，《寄生虫》被评为2019年最佳电影，并在十年间最高评分电影中排名第7位。截至2021年11月20日，它是该网站有史以来评分第48高的电影。在《视与听》杂志的“2022年史上最伟大电影”评选中，《寄生虫》位列第90位。
《纽约时报》的A·O·斯科特称这部电影“极具娱乐性，是一种聪明、慷慨、充满美学活力的电影，彻底抹去了艺术电影和爆米花电影之间的陈旧界限”。《Vulture》杂志的比尔格·埃比里（Bilge Ebiri）写道，《寄生虫》是“一部处于不断、激烈变化状态的作品——一部令人神经紧绷的杰作，其魅力在令人难忘的最后一幕之后久久不散”。在《Time Out》的五星评价中，戴夫·卡尔霍恩（Dave Calhoun）赞扬了影片的社会评论，称这部作品“从头到尾都充满惊喜和吸引力，充满了大爆炸和小奇迹”。《综艺》杂志的杰西卡·江（Jessica Kiang）称这部电影是“一场狂野的旅程”，并写道“奉俊昊回归并展现出绝佳状态，但他显然愤怒至极，这种愤怒之所以引人共鸣，是因为目标如此的值得、如此的巨大、如此的2019年：《寄生虫》是一只充满阶级愤怒苦血的蜱虫”。《GQ》杂志的Joshua Rivera给予了高度评价，并宣称《寄生虫》可能是2019年最佳电影之一。
迈克尔·伍德（Michael Wood）在为《伦敦书评》撰写的文章中，发现其与《雪国列车》一样延续了阶级意识的主题：“社会上升或社会差异作为背景的主题再明显不过了，但我们开始理解电影的理念：不是避免刻板印象，而是不断与之碰撞”。英国电影网站TheShiznit给该片打了A级评分，并指出“它让你思考在一个礼仪和奴性被灌输给那些无法不遵守它们的人的文化中，这种行为的分界点在哪里”。The A.V. Club的A. A. Dowd给该片打了A−评分，称赞了其中的趣味性和令人惊讶的转折。
《寄生虫》在IndieWire对300多位影评人的调查中，在最佳影片、最佳导演、最佳剧本和最佳外语片类别中均排名第一。本片还出现在240多位影评人的年度十佳榜单中，其中77人将其列为榜首。
2022年3月，《寄生上流》在Metacritic評選奧斯卡金像獎最佳影片前35名排行中，與《自由之心》並列第2名。2023年，爛番茄滿25週年特別專題中，本片在該站名列「影評家選出過去25年的最佳電影」排行榜第2名。

### 榮譽

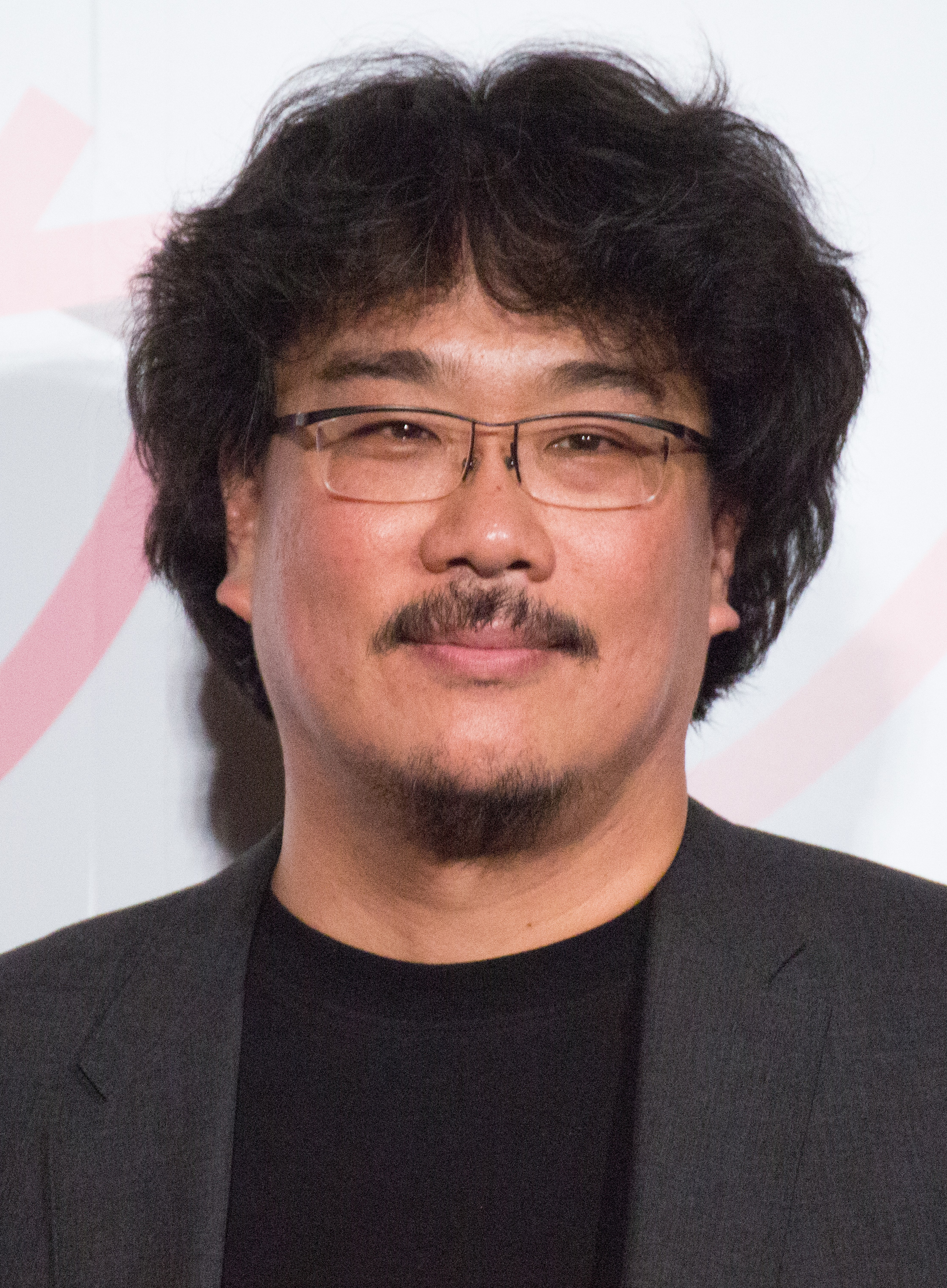
奉俊昊荣获2020年奥斯卡最佳导演奖。

《寄生虫》在2019年戛纳电影节上获得了金棕榈奖。它成为首部获得该奖项的韩国电影，也是自2013年戛纳电影节《阿黛尔的生活》以来首部以全票通过获奖的电影。在第77届金球奖上，该片获得了三项提名，包括最佳导演和最佳剧本，并最终赢得了金球獎最佳外語片奖，成为首部实现这一成就的韩国电影。
本片也成为自《美丽人生》（1997年）以来第二部获得美国演员工会奖最佳群戏提名的国际电影，并最终赢得了该奖项，成为首部获得该奖项的国际电影。《寄生虫》还在第73届英国电影学院奖上获得了四项提名——最佳影片、最佳导演、最佳原创剧本和最佳非英语片，成为首部在最佳非英语片之外获得提名的韩国电影，并最终赢得了最佳原创剧本和最佳非英语片两项大奖。
《寄生虫》被提交为第92届奥斯卡金像奖最佳国际影片奖的韩国参赛作品，并成功进入12月的候选名单。最终，它赢得了四项大奖——最佳影片、最佳导演、最佳原创剧本以及最佳国际影片。《寄生虫》成为奥斯卡历史上首部获得最佳影片的非英语电影。它也成为首部获得奥斯卡最佳影片提名的韩国电影，以及自《卧虎藏龙》（2000年）以来第二部获得最佳影片提名的东亚电影。奉俊昊成为第四位获得奥斯卡最佳导演提名的亚洲人，并成为继李安之后第二位获奖者。该片还获得了最佳剪辑和最佳制作设计的提名。该片也是自美国电影《君子好逑》以来65年中第二部同时获得奥斯卡最佳影片奖和戛纳金棕榈奖的电影，成为继《君子好逑》和《失去的周末》之后第三部同时获得这两项大奖的电影。
在第56届大钟奖上，《寄生虫》以11项提名领跑，并最终获得五项大奖（为当届最多）：最佳影片、最佳导演（奉俊昊）、最佳女配角（李姃垠）、最佳剧本（奉俊昊和韩进元）以及最佳音乐（郑在日）。
在奥斯卡颁奖典礼上，奉俊昊发表获奖感言时，他停顿了一下，向同获提名的导演马丁·斯科塞斯表示感谢。奉俊昊认为斯科塞斯在电影史上具有重要的历史地位，这一举动赢得了观众自发的掌声。第二天，斯科塞斯给奉俊昊发了一封贺信，奉俊昊在林肯中心电影活动上发表演讲时提到了这封信，但他表示由于信件的私人性质，无法分享全文。不过，他分享了信的结尾部分，称斯科塞斯告诉他：“你做得很好。现在休息一下吧。但别休息太久。”奉俊昊还补充说，斯科塞斯在信的结尾写道“他和其他导演都在等待我的下一部电影”。
美联社评论称，尽管美国电影艺术与科学学院此前未能在奥斯卡奖提名中充分认可女性电影制作人，但这次它承认了多样性。《华尔街日报》也写道，这部电影似乎承诺了那些曾批评AMPAS的人所要求的“更具包容性的奥斯卡奖”。美联社指出，作为一部在常规奥斯卡类别中获奖的外语电影，该片的胜利为好莱坞的彻底变革和另一种进步打开了大门，正如一位怀疑论者所担心的那样，如果“《寄生虫》赢得了奥斯卡最佳国际电影奖，它可能不会赢得其他主要奖项”。《洛杉矶时报》的贾斯汀·张写道：“学院将最佳影片奖颁给了真正的佳片”，并补充说，电影颁奖机构“震惊……认识到没有一个国家的电影能够垄断伟大”。2021年，美国编剧协会将《寄生虫》的剧本评为21世纪迄今为止第四伟大的剧本。在英国电影协会杂志《视与听》2022年发布的十年一度评论家调查中，《寄生虫》在有史以来最伟大的电影中排行第90名。
2023年3月28日，戛纳电影节主席蒂埃里·弗雷莫透露，在2022年科幻喜剧剧情片《瞬息全宇宙》（该片同样以亚裔演员为主）获得第95届奥斯卡最佳影片奖后，他开始质疑《寄生虫》获得最佳影片奖是否实至名归，并表示：“既然奥斯卡是一个致敬美国电影的颁奖典礼，非美国电影怎么可能赢得最佳影片奖呢？《寄生虫》获奖了，这很棒，但它是一部韩国电影。”然而此言论明显和事实不符，奥斯卡此前有10部非英语片入围最佳影片奖，在《寄生虫》得奖之后也有4部非英语片入围，惟《寄生虫》得奖。

## 影响

### 衍生电视连续剧
一部基于本片的六集HBO限定剧集于2020年1月宣布进入早期开发阶段，奉俊昊和亚当·麦凯将担任执行制片人。奉俊昊表示，这部剧集也将命名为《寄生虫》，并将深入挖掘“电影情节之间发生的故事”。2020年2月，有传言称马克·鲁法洛将出演该剧，而蒂尔达·斯文顿已确认担任主演。但到了2022年10月，斯文顿却宣布她不再参与该剧的拍摄。在2025年2月，奉俊昊确认该剧集仍在开发中。

### 城市旅游与美食

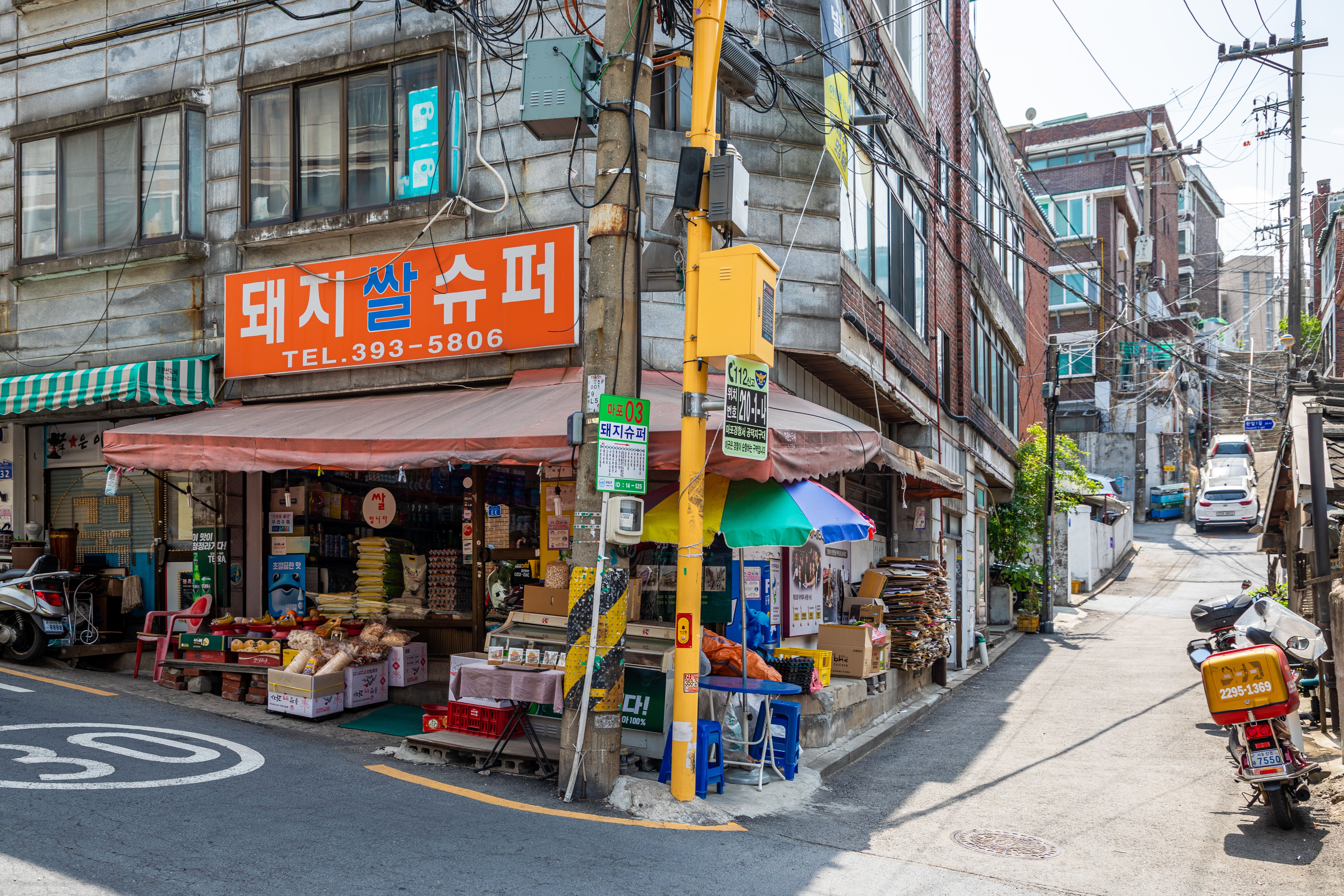
猪肉饭超市，一家用作拍摄地点的便利店。在影片中，它被标记为“友利超市”。

韩国高阳市地方政府计划恢复《寄生虫》的拍摄地——高阳水上特别拍摄基地，并将其用作《寄生虫》电影体验旅游设施。此外，高阳市宣布，到2026年将投资1.5亿美元开发高阳电影文化综合体，以容纳电影体验旅游设施、额外的室内摄影棚、外景制作设施、韩朝视频内容中心以及影像研发公司。然而，有人批评将韩国将贫困地区商业化为旅游目的地，却没有采取具体措施解决这些贫困问题。
首尔旅游组织（STO）因推出了一条以电影拍摄地和故事情节为特色的旅游路线而遭到韩国反对党和首尔居民的批评。正义党认为，这部电影之所以出名是因为全球不平等现象的普遍认知，但在首尔开发基于该电影的旅游景点被视为对贫困的进一步剥削。据报道，《寄生虫》拍摄地的居民抱怨称，由于游客增多，他们在社区拍照时感到尴尬和不适，感觉自己像是“动物园里的猴子”。作为回应，首尔地方政府宣布，政府资金将优先用于居住在电影中出现的半地下室式住房中的约1500户低收入家庭。

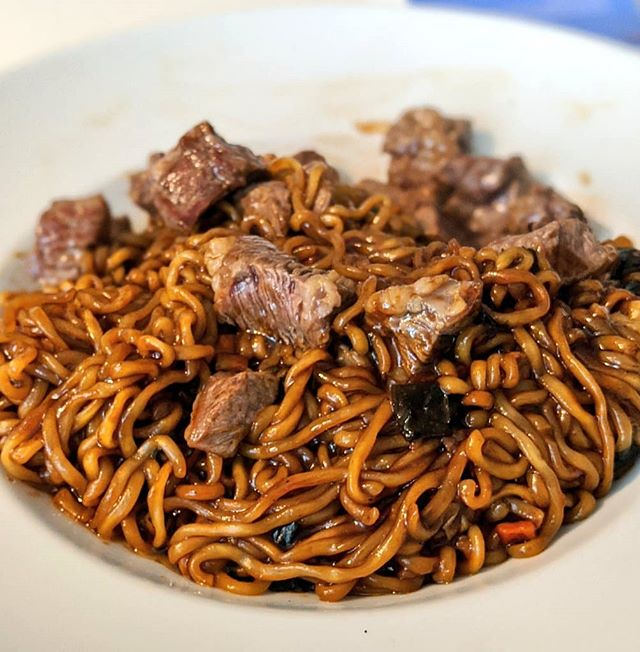
炸酱面配牛肉，如《寄生虫》中所展示的。

电影上映后，人们开始在YouTube上发布如何制作炸酱面（在电影的英文字幕中称为“ram-don”）的视频。由于电影中这种组合的流行，Chapagetti和Neoguri的制造商农心也开始推出单一的“Chapaguri”产品。

## 外部連結
- 寄生上流的Instagram帳戶
- 互联网电影数据库（IMDb）上《寄生上流》的资料（英文）
- 《寄生上流》在HanCinema的页面（英文）
- NAVER上《寄生上流》的資料
- Daum上《寄生上流》的資料